# 北大路実信

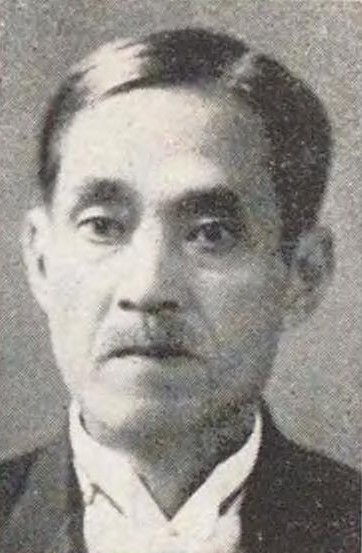
北大路実信

北大路 実信（實信、きたおおじ さねのぶ、 1870年1月29日（明治2年12月28日）- 1935年（昭和10年）9月22日）は、明治から昭和期の税関官吏、政治家、奈良華族。貴族院男爵議員。旧姓・園池。幼名・楢麿。

## 経歴
山城国京都で奈良県知事・園池公静の三男として生まれ、1895年（明治28年）8月、男爵・先代北大路公久の死去後に養子となり、同年9月28日に男爵を襲爵。同年10月9日、実信に改名した。
学習院、東京高等商業学校を修了。1895年、税関属に任官。その後、同事務官補などを務め、東京築港に関する貨物調査嘱託となった。
1904年（明治37年）7月10日、貴族院男爵議員に選出され、公正会に所属して活動し、死去するまで5期在任した。

## 栄典
- 1895年（明治28年）11月20日 - 従五位[10]

## 親族
- 妻 タマ（田沼太右衛門三女）[1]
- 長男 北大路信明（貴族院男爵議員）[1]